# Винсент, Харл
Шепфлин, Харольд Винсент (англ. Harold Vincent Schoepflin, 1893—1968) — американский инженер и писатель-фантаст, публиковавшийся под псевдонимом Харл Винсент (Harl Vincent).

## Биография
Харл Винсент дебютировал рассказом «Золотая девушка Мунана» («The Golden Girl of Munan») в июньском номере «Amazing Stories» за 1928 год. Энергичный и уверенный стиль письма быстро сделал его произведения очень популярными и Харл Винсент прочно вошел в обойму писателей-фантастов первого ряда, в которой продержался вплоть до начала «эпохи Кэмпбелла». Его рассказы и повести регулярно появлялись в «Amazing Stories», «Amazing Stories Quarterly», «Air Wonder Stories», а позже стали публиковаться в «Astounding» и даже в «Argosy». Всего Харл Винсент опубликовал более 60 рассказов.
C началом Второй мировой войны Харл Винсент перестал публиковать фантастику и в течение двух десятилетий его новые произведения в печати не появлялись. В середине 1960-х годов был опубликован отдельным изданием его роман «Планета Судного дня» («The Doomsday Planet», 1966) и несколько новых рассказов в периодике.